# Leonida I.
Leonida (grčki: Λεωνίδας, Leōnídas) je bio kralj Sparte, sedamnaesti iz loze Agijevića. Bio je sin kralja Anaksandride II., Heraklova potomka. Naslijedio je polubrata Kleomena I., vjerojatno 489. ili 488. pr. Kr., s čijom se kćeri, Gorgo, vjenčao.

## Mladost
Prema Herodotu, Leonidina majka, prva supruga njegova oca Anaksandrida II. je dugo bila nerotkinja i petočlani upravitelji Sparte (efori) su ga nagovorili da si uzme drugu ženu koja mu je ubrzo rodila sina Kleomena. No, godinu dana kasnije mu je prva žena rodila sina Doriaja, nedugo potom i Leonidu, te kasnije i Kleombrota. Kako nije bio prijestolonasljednik, Leonida je morao pohađati agogi (strogi sustav obuke djece kako bi zaslužili građanstvo - homoioi). Tako je Leonida bio jedan od rijetkih kraljeva Sparte koji je prošao zloglasnu strogu spartansku obuku u mladosti.
Kako su Spartom oduvijek vladala istovremeno dva kralja iz dvije nasljedne dinastije (diarhia), agijadske i europontidske, uz Leonidina brata, kralja Kleomena iz agijadske dinastije, od 515. pr. Kr. vladao je i Demarat iz europontidske dinastije. Godine 491. pr. Kr. Kleomen je potkupio proročište u Delfima i tako omogućio da Demarata svrgne njegov rođak Leotihida. Kada se to saznalo, Kleomen je morao napustiti Spartu te je počeo skupljati vojsku. Prema Herodotu, tada se već smatralo kako je izgubio razum i upravo su ga dva njegova polubrata, Leonida i Kleombrot, zatočili. Umro je u tajanstvenim okolnostima u zatvoru, a spartanske vlasti su tvrdile da je sebi oduzeo život u napadu ludila. Prema običaju naslijedio ga je sljedeći u nizu iz loze agijevića, Leonida, koji je nešto prije oženio Kleomenovu kćerku, Gorgo.

## Vladavina
Savez Atene i Sparte je izabrao upravo Leonidu da zaustavi nadmoćnu perzijsku vojsku u Drugom Grčko-perzijskom ratu. Naime, efori su 480. pr. Kr. poslali Leonidu s 300 Spartanaca i 4000 saveznika da brani Termopilski klanac, kuda je vodio uski put između planine i mora, iz sjeverne u srednju Grčku. Tu su Grci nastojali zaustaviti Kserksove Perzijance. Herodot je u svojoj Povijesti detaljno opisao bitku kod Termopila.
Više anegdota pokazuje lakonsku srčanost koja je proslavila Spartance u to doba. Jedan je Tračanin prije bitke vidio perzijsku vojsku i Grcima rekao da Perzijanaca ima toliko da mogu strijelama zasjeniti sunce. Leonidin vojnik Dienekes mu je odgovorio: „Još bolje, onda ćemo se boriti u hladu”. Na prvi dan bitke, kad je Kserkso zatražio da mu Grci predaju oružje, Leonida je odvratio Μολών Λαβέ („Dođi i uzmi ga”). Na treći dan bitke rekao je vojnicima da se najedu za doručak jer će večerati u Hadu.
Leonidini su vojnici prva dva dana odbijali frontalne napade, ali kad je Efijalt poveo perzijskog generala Hidarna planinskom stazom do grčkog zaleđa, Leonida je ostatku vojske zapovjedio povlačenje, a sam je ostao u klancu s 300 Spartanaca, 700 Tespijaca i 400 Tebanaca.
Pošto je Efijalt pokazao Perzijancima obilazni put, obrana je pokleknula i svi su branitelji zajedno s Leonidom poginuli. Herodot navodi kako mu je na Kserksov nalog glava odsječena, a tijelo razapeto. Ipak, perzijski se kralj poslije pokajao zbog tako barbarskog postupka, pa je vratio tijelo Sparti, koja ga je pokopala s počastima.

## Ostavština
Leonida je postao simbol junaštva, požrtvovnosti i domoljublja. Njegov herojski kult je opstao u Sparti sve do vladavine rimskog cara Antonina u 2. stoljeću.
Leonidina pogibija nadahnula je mnoga umjetnička djela, među kojima i kompoziciju J. L. Davida Leonida u Termopilskom klancu i grafičku mapu O. Kokoschke (Termopile).
Ovjekovječen je u dva filma o Bitci kod Termopila, 300 Spartanaca iz 1962., gdje ga glumi Richard Egan, te Frank Millerov 300 iz 2007., gdje ga glumi Gerard Butler.